# Melanagromyza tempestiva
Melanagromyza tempestiva este o specie de muște din genul Melanagromyza, familia Agromyzidae, descrisă de Spencer în anul 1973.
Este endemică în Bahamas. Conform Catalogue of Life specia Melanagromyza tempestiva nu are subspecii cunoscute.